# Polymersom
Polymersome sind künstliche Vesikel, die in der Biochemie und Biotechnologie zur Einschlussimmobilisierung verwendet werden. Der Begriff wurde in Anlehnung an Liposomen geprägt. Im Gegensatz zu Liposomen werden Polymersome aus amphiphilen Blockcopolymeren hergestellt und bestehen daher aus längerkettigen Polymeren wie bio-basierten Kunststoffen. Daher sind sie stabiler und weniger permeabel.
Die erste Entwicklung von Polymersomen gelang 1995 durch eine Gruppe um Jan van Hest und Bert Meijer und unabhängig durch L. Zhang und A. Eisenberg.

## Eigenschaften
Polymersome besitzen Radien zwischen 50 Nanometer und 5 Mikrometer. Meistens werden in Polymersome wässrige Lösungen eingeschlossen, um darin gelöste Bestandteile wie Proteine, DNA, RNA oder Small molecules vor einer Verstoffwechselung zu schützen. Einsatzgebiete sind z. B. Drug Targeting, Depotarzneiformen, Nanoreaktoren, und künstliche Zellen.
Enthalten Polymersome Transportproteine wie z. B. Ionenkanäle, werden sie auch als Synthosome bezeichnet. Durch eine solche semipermeable Membran können Polymersome im Inneren selektiv Moleküle anreichern. Sind zuvor Enzyme in die Polymersome eingeschlossen worden, kann so eine gezielte Verstoffwechselung des selektiv aufgenommenen Moleküls erreicht werden. Durch Wahl geeigneter Zusätze in den Polymersomen können Eigenschaften wie Permeabilität und Stabilität und somit die Rate der Abgabe gezielt verändert werden. Ähnlich wie bei Liposomen kann durch eine Beschichtung der Polymersome mit Polyethylenglykol die Immunogenität gemindert werden, was die biologische Halbwertszeit verlängert.

## Herstellung
Meistens werden lineare Polymere als Diblock- und Triblockcopolymere verwendet. Durch Verwendung von hydrophilen und Hydrophoben Copolymeren in abwechselnder Folge erhalten die Polymere amphiphile Eigenschaften. Kammartige Copolymere werden zur Erzeugung verzweigter Polymere verwendet. Hierbei gibt es solche mit hydrophilem Kamm und hydrophoben Fortsätzen oder solche mit hydrophobem Kamm und hydrophilen Fortsätzen. Durch Quervernetzung können transportable Pulver erzeugt werden.
Bei einem Triblock-Copolymer wird meistens ein Hydrophober Mittelblock gewählt, flankiert von zwei hydrophilen Copolymeren, sodass sich eine Einzelschicht (engl. monolayer) ausbildet. Die Herstellung der Polymersome aus den Polymeren erfolgt analog zu Liposomen.
Folgende Blöcke sind in den USA von der USFDA zugelassen:
Hydrophile Blöcke
- Polyethylenglykol (PEG/PEO)[12][17]
- Poly(2-methyloxazolin)[16]

Hydrophobe Blöcke
- Polydimethylsiloxane (PDMS)[16]
- Polycaprolacton (PCL)[12][17]
- Polylactide (PLA)[12][17]
- Poly(Methyl-Methacrylat) (PMMA)[18]